# Викофорте
Викофо̀рте (на италиански: Vicoforte; на пиемонтски: Vi, Ви) е малко градче и община в Северна Италия, провинция Кунео, регион Пиемонт. Разположено е на 598 m надморска височина. Населението на общината е 3266 души (към 2010 г.).